# Martina Jäschke
Martina Jäschke est une plongeuse est-allemande née le 6 mai 1960 à Mersebourg.

## Biographie
Martina Jäschke naît en 1960 à Mersebourg.
Elle remporte une médaille d'or aux Jeux olympiques d'été de 1980 à Moscou.
Elle est médaillée d'argent aux Championnats du monde de natation 1978 à Berlin-Ouest et médaillée d'argent aux Championnats d'Europe de natation 1981 à Split.